# Hayward (Kalifornie)
Hayward je město v okresu Alameda County ve státě Kalifornie ve Spojených státech amerických. Jde o třetí největší město v Alameda County, šesté největší město v San Francisco Bay Area a 36. největší město v Kalifornii. Nachází se mezi městy Castro Valley, San Leandro a Union City.
K roku 2020 zde žilo 162 954 obyvatel. S celkovou rozlohou 166 km² byla hustota zalidnění 980 obyvatel na km². V roce 1868 bylo zasaženo devastujícím zemětřesením, které jej prakticky zcela zničilo. V průběhu 20. století bylo město typické pro svůj potravinářský konzervárenský průmysl a pro průmyslové závody produkující sůl.